# Maksymilian Jazdowski
Maksymilian Jazdowski – sędzia i poseł województwa wileńskiego na sejm grodzieński (1793).